# Maxbrücke (Passau)
Die Maxbrücke war lange die einzige Brücke in Passau über die Donau. Sie wurde zwischen 1818 und 1823 erbaut und nach Maximilian I. Joseph, dem ersten König des Königreichs Bayern, benannt.
Sie stand in der Nähe der damaligen Roßtränke und verband die zur heutigen Oberen Donaulände hinabführende Wittgasse mit dem Anger am linken Ufer.
An dieser Stelle existierte eine Fähre, bevor 1278 die erste hölzerne Jochbrücke errichtet wurde, die aber immer wieder durch Hochwasser, Eisgang, Stadtbrände und Kriege zerstört oder altersbedingt erneuert werden musste.
Die zwischen 1818 und 1823 erbaute Maxbrücke hatte steinerne Pfeiler und eine verkleidete Holzkonstruktion als Überbau.
1869 begann man, den hölzernen Überbau durch sieben schmiedeeiserne Fischbauchträger zu ersetzen.
Die größer gewordenen Schiffe auf der Donau erforderten höhere und breitere Durchfahrten unter den Brücken. Zwischen 1903 und 1906 hat man daher den mittleren Pfeiler entfernt und die anderen Pfeiler um einen Meter erhöht. Die beiden mittleren Fischbauchträger wurden für die bis dahin hölzerne Ilzbrücke  verwendet und die nun 54,2 m weite Durchfahrt mit einem stählernen Fachwerkbogen überbrückt.
Diese Brücke war eine der wichtigsten Donauquerungen Ostbayerns. Auf Anordnung des NS-Regimes wurden 1935 Sprengkammern in einen Pfeiler eingebaut. Am 1. Mai 1945 stürzte die Brücke während eines Artilleriebeschusses ein, möglicherweise, weil eine der Sprengkammern von einer Granate getroffen wurde.
Nach dem Krieg wurde der zerstörte Brückenteil wieder aufgebaut. Der zunehmende Verkehr und die steigenden Wartungskosten veranlassten den Stadtrat 1961, einen Neubau zu beschließen. Nach der Eröffnung der 200 m flussaufwärts gelegenen Schanzlbrücke im Jahr 1970 wurde die Maxbrücke gesperrt und 1972 demontiert.

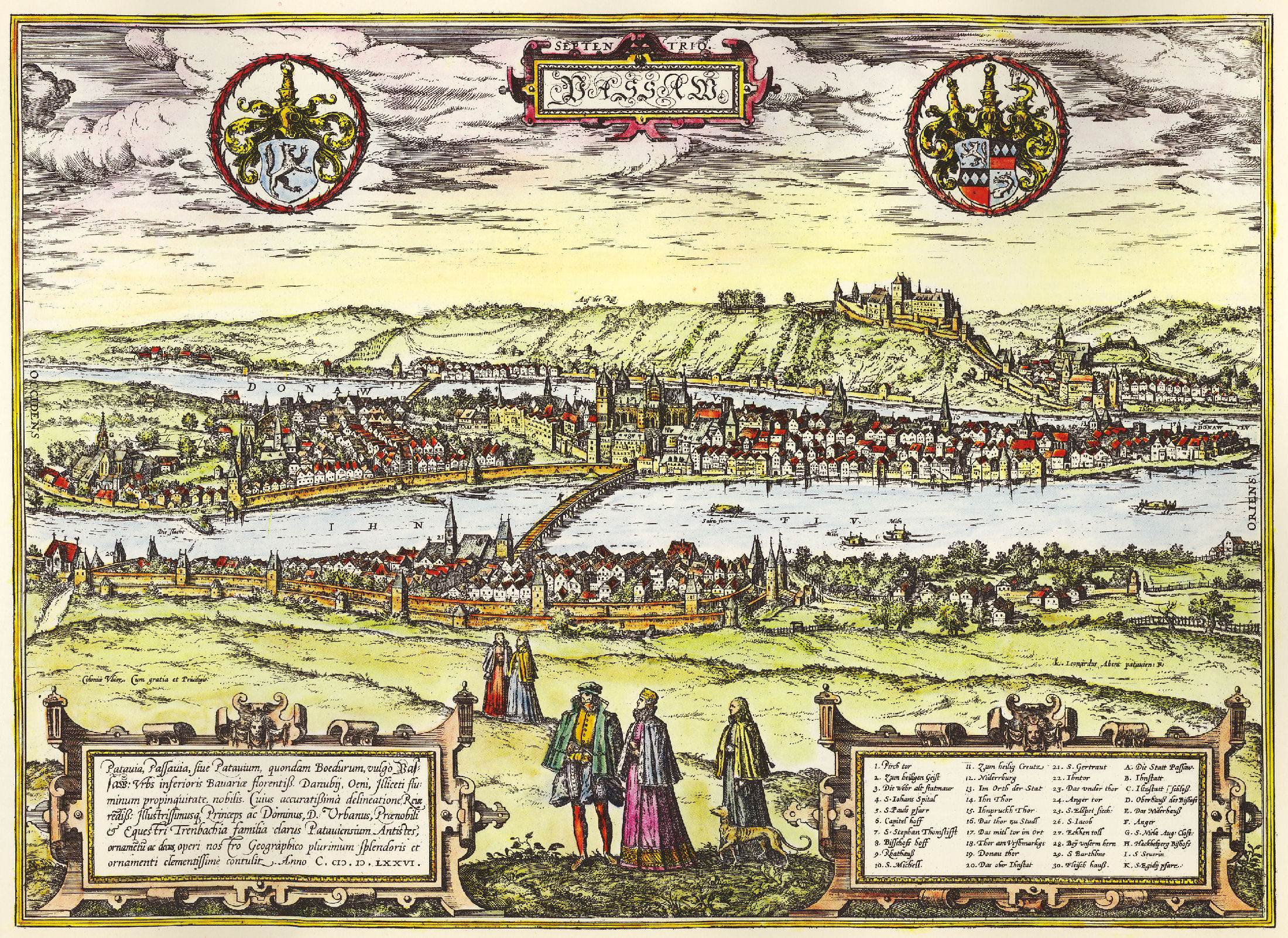
Passau (Braun & Hogenberg, zwischen 1572 und 1618)
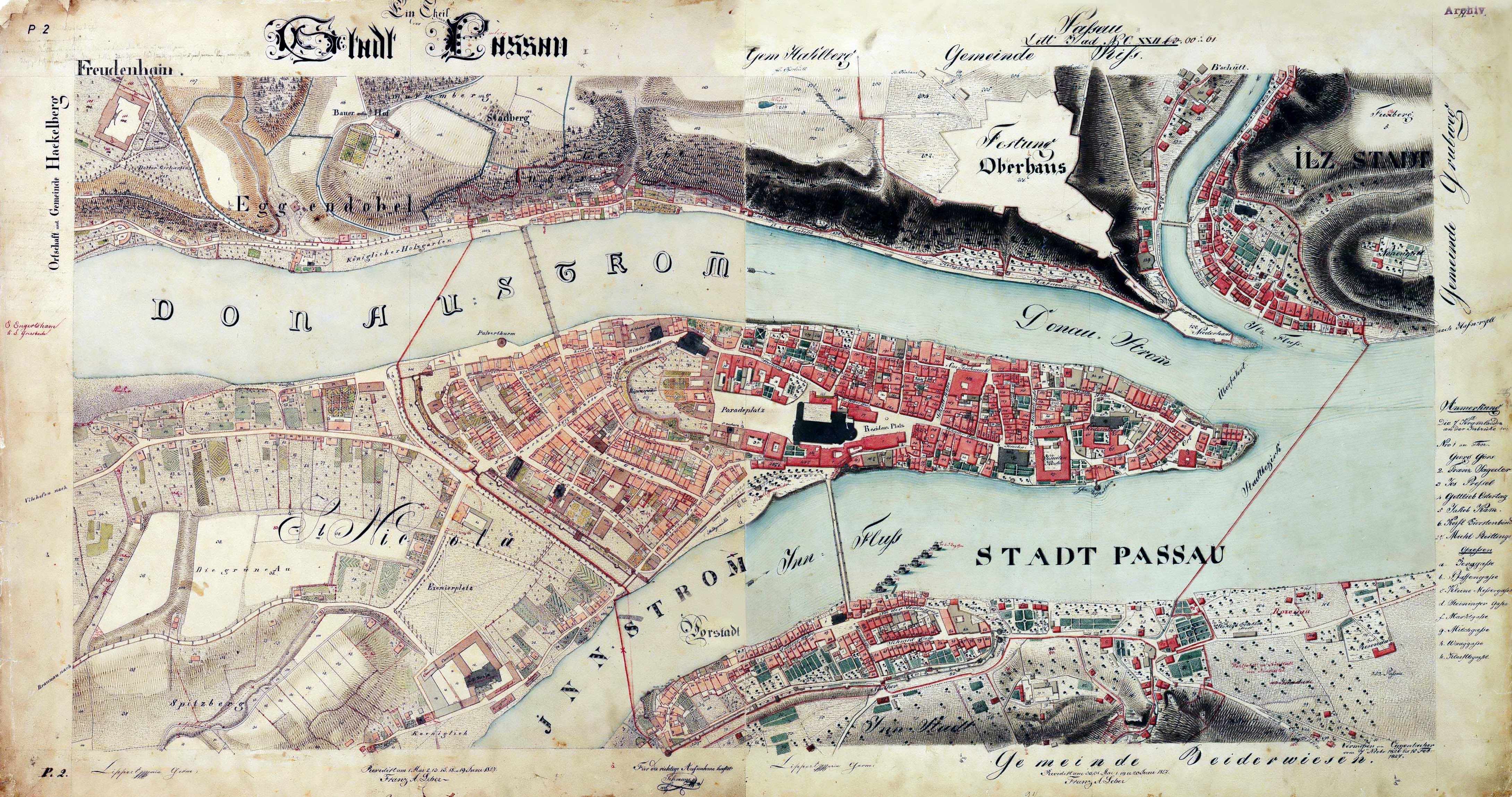
Karte von Passau (aus der Bayerischen Uraufnahme)
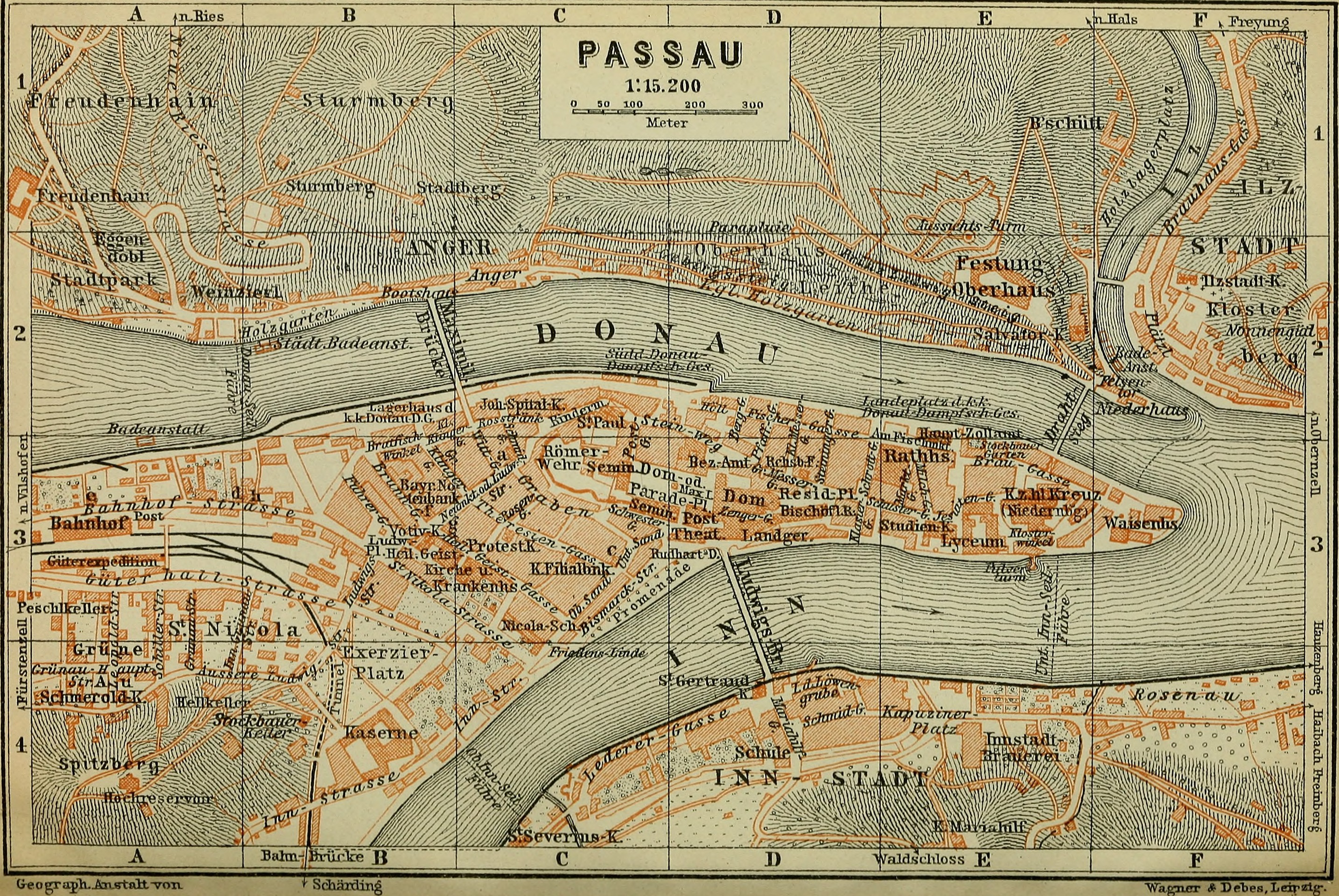
Stadtplan von Passau (Baedeker, 1911)